# Lloyd (Arkansas)
Lloyd önkormányzat nélküli település az USA Arkansas államában, Ashley megyében. 